# Willard Nelson Clute
Willard N. Clute (Painted Post, 26 de febrero de 1869–Binghamton, 1950) fue un escritor, naturalista y botánico estadounidense. Era aborigen del Condado de Steuben (Nueva York), hijo de George N. y Ruth Wright Clute. Se casó con Ida Martin (n. 1869), quien ilustró varias de sus obras.
Clute fundó la American Fern Society. Fue editor de The Fern Bulletin, publicación original de la American Fern Society (originalmente llamada The Linnaean Fern Bulletin), y de The American Botanist.
Estaba asociado con Butler University en Indianapolis, Indiana, por muchos años. A partir de 1928, fue profesor de botánica y conservador de los jardines botánicos.
Recolectó helechos, licopodios y demás plantas avasculares, en Norteamérica, Jamaica y Nueva Zelanda. Sus especímenes están alojados en el Herbario Friesner, en la Butler University.

## Especies vegetales nombradas por Clute
- Dryopteris gilberti Clute (Caribe, Sudamérica)
- Equisetum xferrissii Clute (Norteamérica)
- Phlox laphamii Clute
- Polypodium prolongilobum Clute (Arizona)
- Polystichum triangulum Clute
- Pteridium aquilina var. pseudocaudata Clute (Norteamérica)

## Algunas publicaciones
- Clute, Willard Nelson. Agronomy: A Course in Practical Gardening for High Schools. Ginn and Company, Boston, Massachusetts. 1913. 296 pp.
- Clute, Willard Nelson. Botanical Essays. W. N. Clute & Co., Indianapolis, Indiana. 1929. 112 pp., 3 planchas.
- Clute, Willard Nelson. The Common Names of Plants and Their Meanings. 176 pp.
- Clute, Willard Nelson. A Dictionary of American Plant Names. W. N. Clute & Co., Joliet, Illinois. 1923. 215 pp.
- Clute, Willard Nelson. Experimental General Science. Blakiston. 1917. 303 pp. Reimpreso de Yokai Publ. 316 pp. 2010 ISBN 0-85792-220-3
- Clute, Willard Nelson. The Fern Allies of North America North of Mexico. Ilustró Ida Martin Clute. 1ª ed. Frederick A. Stokes Co. New York, New York. 1905. xiv/278 pp. 150+ ill. 21 cm, tapa dura. LC 5-32523. Web: http://www.archive.org/details/fernalliesofnort00clutuoft; también http://www.archive.org/details/fernalliesofnort00clutrich; 2ª ed. W. N. Clute & Co. Butler Univ. Joliet, Illinois. 1928. vi/2/xi-xiv/3-278 pp. (xiv/280 pp), 150+ il. 20 cm LC28-16299 Reimpresa de BiblioBazaar, 2010, 414 pp. ISBN 1-176-61494-0
- Clute, Willard Nelson. The Fern Collector's Guide (Where to Find and How to Name the Ferns). Ilustró William W. Stilson. 1ª impresión: Frederick A. Stokes Company, Publishers, New York, New York. 1901. 61 pp. 2.ª impresión: Frederick A. Stokes Company, Publishers, Nueva York. 1902. 61 pp. + 3 pp. ads, 195 mm, HB. LC 2-21874. 3.ª impresión: Shorey Book Store, Seattle, Washington. 1972. 61 pp. 6 pp. agreg. Tapa blanda. ISBN 0-8466-6026-1.
- Clute, Willard Nelson. The Ferns and Fern Allies of the Upper Susquehanna Valley. Reimpreso The Flora of the Upper Susquehanna. W. N. Clute & Co. Binghamton, New York. 1898. 15 pp. 137x208 mm
- Clute, Willard Nelson. Our Ferns in Their Haunts; A Guide to All the Native Species. 1ª ed. Ilustró William Walworth Stilson. Frederick A. Stokes Company, New York, New York. 1901. (4)/xii/332/(8) pp, 8 planchas color + b/n, 21 0mm, tapa dura. LC 1-12881. Web: http://www.archive.org/details/ourfernsintheirh00clutuoft; also http://books.google.com/books?id=OowNAAAAYAAJ. 2ª ed. Frederick A. Stokes Co. Nueva York, 1929, 3.ª ed. Our Ferns; Their Haunts, Habits and Folklore. Ilustraron: William Walworth Stilson e Ida Martin Clute. Frederick A. Stokes Co. Nueva York, Nueva York, 1929, xx/388 pp. 8 planchas color, 210 il. 205 mm LC 38-6667.
- Clute, Willard Nelson. The Flora of the Upper Susquehanna and Its Tributaries. W. N. Clute & Co., Binghamton, Nueva York, 1901, 16 pp.
- Clute, Willard Nelson. Laboratory Botany for the High School. Ginn and Company, Boston, Massachusetts. 1909. xiv +177 pp.
- Clute, Willard Nelson. The Pteridophyta of North America, North of Mexico. F. White, Binghamton, New York, USA. 1895. 23pp.
- Clute, Willard Nelson. A Second Book of Plant Names and Their Meanings. Willard N. Clute, Indianapolis, Indiana. 1939. 164 pp, 8.5x6, tapa dura
- Clute, Willard Nelson. Swamp and Dune: A Study in Plant Distribution. W. N. Clute & Co., Indianapolis, Indiana. 1931. 92 pp, 6 planchas
- Clute, Willard Nelson. The Useful Plants of the World. W. N. Clute & Co., Joliet, Illinois. 1928. v + 86 pp.
- Clute, Willard Nelson. "Practical High School Texts, Botany" también conocida como "Practical Botany for High Schools" Pub. Mentzer, Bush & Co. Chicago, New York, 1924, 214 pp. (en copia de la colección privada se inscribe al botánico Ralph O. Baird, " To Ralph O. Baird as a slight token of regard for his help on a memorable occasion this book is inscribed by the author.")

## Eponimia
- (Aspleniaceae) Asplenium clutei Gilbert[1]
- (Onagraceae) Oenothera clutei A.Nelson[2]
- (Poaceae) Panicum clutei Nash[3]
- (Polemoniaceae) Phlox cluteana A.Nelson[4]
- (Polygonaceae) Eriogonum clutei Rydb.[5]
- (Scrophulariaceae) Penstemon clutei A.Nelson[6]